# Landhaus Böving
Das Landhaus Böving befindet sich in Bremen, Stadtteil Oberneuland, Oberneulander Landstraße 65. Es entstand um 1815 und als Umbau 1922 nach Plänen von Walter Görig. Es steht seit 1984 unter Bremer Denkmalschutz.

## Geschichte
Die ein- bis zweigeschossige, verputzte Villa mit zum Teil einem Walmdach sowie einem Krüppelwalmdach, dem östlichen zweigeschossigen Bauteil mit Giebel und Portikus als Eingang und dem südlichen hölzernen Vorbau als Loggia und Balkon wurde um 1815 in der Epoche des Klassizismus als Meierhof für den Geldwechsler und Assekuranzmakler Johann Wilhelm Böving (1775–1851) gebaut. Das Anwesen blieb im Eigentum der Familie. Die Familie Muhle übernahm 1922 den Hof.

Ein größerer Umbau im Inneren des Herrenhauses fand 1922 für den Kaufmann Georg Muhle (1878–1952) statt sowie 1992/93. Das Haus steht in Muhles Park, der 1815/25 am Meierhof der Familie Böving bereits angelegt und danach ergänzt und verändert wurde.

Heute (2018) wird das Haus zum Wohnen genutzt.
Der Architekt Görig entwarf in Bremen u. a. Die Glocke (1926/28) und die Deutsche Schiffsbank am Domshof (1952).